# Mach-O
Mach-O – format plików wykonywalnych dla systemów operacyjnych opartych na jądrze Mach. Używany przez NeXTSTEP, OS X i iOS.